# برونو بوش
برونو بوش (آلمانی: Bruno Boche; ۲۸ مهٔ ۱۸۹۷ – ۱ آوریل ۱۹۷۲) بازیکن هاکی روی چمن اهل آلمان بود.